# 卡皮内托罗马诺

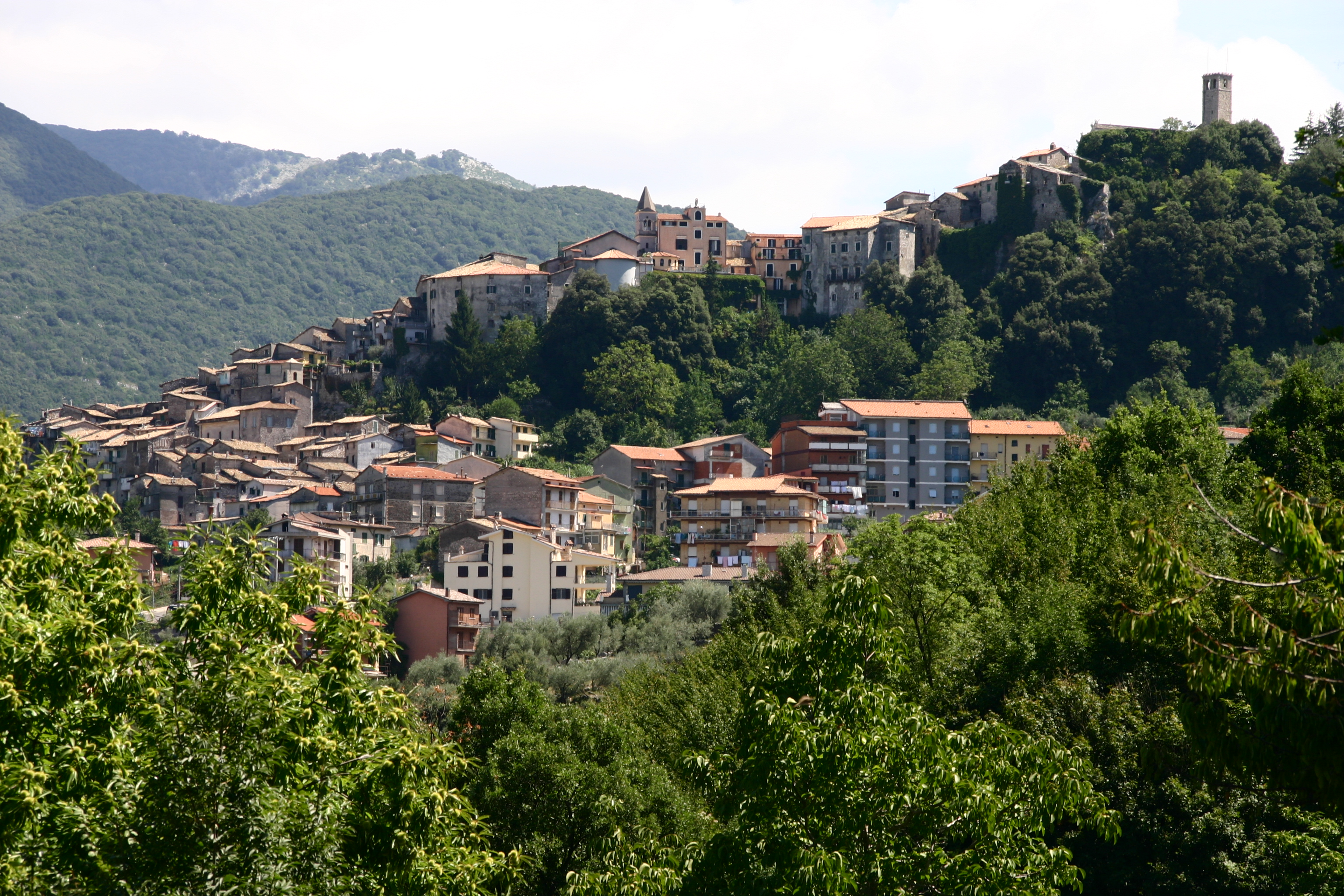
全景图

卡皮内托罗马诺（義大利語：Carpineto Romano）是意大利拉齐奥大区罗马首都广域市的一个市镇，面积84.5平方公里，人口4,809人（2004年）。
卡皮内托罗马诺是罗马教皇莱奥十三世的出生地。